# Nancy Kress
Nancy Kress (Buffalo, 20 de janeiro de 1948) é uma escritora de ficção científica e fantasia norte-americana.
Começou a escrever em 1976 e alcançou grande sucesso com sua novela premiada com o Hugo e o Nebula, Beggars in Spain (1991), publicada como romance em 1993. É também ganhadora do Nebula de Melhor Novela de 1993 com After the Fall, Before the Fall, During the Fall. Em 2015, ganhou novamente com a novela Yesterday's Kin.
Além de seus romances, Kress tem vários contos e é colunista regular da revista Writer's Digest. É também convidada regular da oficina Clarion Workshop. Kress foi professora convidada de Literatura na Universidade de Leipzig, na Alemanha.

## Biografia
Kress nasceu como Nancy Anne Koningisor em Buffalo, no estado de Nova York, em 1948. Cresceu em East Aurora, uma vila no Condado de Erie, sudeste de Buffalo e estudou na Universidade Estadual de Nova York em Plattsburgh, onde se formou com um mestrado em língua inglesa. Antes de começar a carreira na escrita, foi professora de ensino fundamental e de ensino superior de língua inglesa.
Em 1973, mudou-se para Rochester para se casar com Michael Joseph Kress. O casal teve dois filhos e se divorciou em 1984. Na época trabalhava na agência de propaganda Stanton and Hucko. Em 1988, casou-se com Marcos Donnelly, divorciando-se em 1994. Em 1998, casou-se com o escritor Charles Sheffield, que morreu em 2002 devido a um câncer no cérebro. Mudou-se em 2009 para Seattle e em fevereiro casou-se pela quarta vez com o escritor Jack Skillingstead.

## Carreira
Kress escreve principalmente nos gêneros de ficção científica hard ou em histórias tecnicamente mais realistas, muitas vezes situadas em um futuro próximo. Suas histórias envolvem engenharia genética, inteligência artificial e tecnologias que transitam entre as duas áreas.